# Pealius bengalensis
Pealius bengalensis là một loài côn trùng cánh nửa trong họ Aleyrodidae, phân họ Aleyrodinae.
Pealius bengalensis được Peal miêu tả khoa học đầu tiên năm 1903.